# Gustavo Bassani
Gustavo Bassani (Buenos Aires; 30 de enero de 1983) es un actor argentino. Adquirió reconocimiento por su papel como el agente de inteligencia José Péres en la serie de suspenso dramático Iosi, el espía arrepentido (2022) de Prime Video.

## Biografía
Gustavo Bassani nació el 30 de enero de 1983 en la Ciudad de Buenos Aires, pero creció y vivió en la localidad de Tristán Suárez, donde asistió a la escuela primaria y secundaria. A los 18 años, se fue a estudiar Ciencias Políticas en la Universidad Nacional de Buenos Aires, pero a los tres años abandonó por falta de motivación. Después, trabajó en una empresa mayorista de turismo, se desempeñó como cadete y vendedor, hasta que comenzó a estudiar actuación cuando su madre lo anotó en unas clases dictadas por el director Santiago Doria en el teatro Larreta. A partir de entonces, Bassani renunció a su trabajo y se enfocó en su carrera como actor, siendo su primer trabajo una publicidad para la marca de desodorantes Axe.

## Carrera profesional
Bassani inició su camino como actor profesional en una obra infantil titulada Historia de piratas estrenada en la Sala 420 en San Telmo. Desde entonces, desarrolló una amplia trayectoria en el circuito teatral independiente y en el teatro en off. Sus primeras apariciones en televisión se dieron mediante participaciones pequeñas en las telenovelas Sos mi vida (2006), Señales del fin del mundo (2013-2014) y Argentina, tierra de amor y venganza (2019).
A comienzos del 2020, apareció en la telenovela Separadas  en el papel de Agustín, un amigo de Nicolás Alonso, personaje interpretado por Victorio D'Alessandro. Ese mismo año, en noviembre, Bassani quedó seleccionado para protagonizar la serie de suspenso dramático Iosi, el espía arrepentido, donde obtuvo el papel del agente secreto José Pérez. La serie fue estrenada el 29 de abril de 2022 en Prime Video y resultó ser el papel revelación para Bassani, en tanto lanzó su carrera al reconocimiento y recibió elogios por su actuación, por lo que fue nominado a un premio Produ, a dos premios Cóndor de Plata, del cual resultó ser ganador en la categoría mejor actor protagonista en drama y recibió una candidatura a los premios Emmy Internacional.
Después, en mayo de 2024, se estrenó en el Festival de Cannes la película Transmitzvah dirigida por Daniel Burman, donde Bassani interpretó a Sergio, un hombre que está novio con una cantante trans judía, marcando su primer trabajo en aparecer en el cine. En noviembre de ese año, se estrenó la película de suspenso Sin salida dirigida por WHO, la cual fue rodada en octubre de 2023. En enero de 2024, se informó que formaría parte de la película dramática Papeles dirigida por Arturo Montenegro.

## Vida personal
Desde el 2014, Bassani se encuentra en una relación con la bailarina de tango Johana Copes, con quién trabajó en la obra teatral El conventillo de la Paloma (2013).

## Filmografía

### Cine
| Año  | Título       | Papel        | Dirección         |
| ---- | ------------ | ------------ | ----------------- |
| 2024 | Transmitzvah | Sergio       | Daniel Burman     |
| 2024 | Sin salida   | Nene         | WHO               |
| 2025 | Papeles      | Eric Velasco | Arturo Montenegro |

### Televisión
| Año       | Título                               | Papel             | Notas         |
| --------- | ------------------------------------ | ----------------- | ------------- |
| 2006      | Sos mi vida                          |                   |               |
| 2013-2014 | Señales del fin del mundo            |                   |               |
| 2019      | Argentina, tierra de amor y venganza | Hombre policía    |               |
| 2020      | Separadas                            | Agustín           |               |
| 2021      | Entre hombres                        | Requejo           | Episodio 3    |
| 2021      | Pasaporte a la libertad              | Soldado nazi      | Episodio 8    |
| 2022-2023 | Iosi, el espía arrepentido           | José Pérez / Iosi |               |
| 2025      | Nadie nos vio partir                 | Desconocido       | Próxima serie |
| 2025      | Las maldiciones                      | Desconocido       | Próxima serie |

## Teatro
| Año       | Título                            | Papel                | Lugar                             |
| --------- | --------------------------------- | -------------------- | --------------------------------- |
| 2010-2013 | Historia de piratas               |                      | Sala 420                          |
| 2010      | Requetejuega                      |                      | Teatro Roma                       |
| 2012      | La soledad                        |                      | Teatro El Piccolino               |
| 2012      | Nuestros actos                    |                      | Auditorio Losada                  |
| 2013      | El conventillo de la Paloma       |                      | Teatro Nacional Cervantes         |
| 2014      | Expediente 1983                   | Claudio              | Teatro Picadero                   |
| 2015-2016 | Compañero del alma                |                      | Centro Cultural de la Cooperación |
| 2015      | Los disfrazados                   |                      | Teatro Nacional Cervantes         |
| 2017-2018 | Edipo rey                         | Corifeo              | Centro Cultural de la Cooperación |
| 2017      | La fierecilla domada              | Lucencio             | Teatro El Tinglado                |
| 2017      | Actualizados                      |                      | Microteatro                       |
| 2019      | Y ahí viene el beso               |                      | Microteatro                       |
| 2019      | Prohibido suicidarse en primavera | Juan                 | Amia Cultura                      |
| 2019      | Mucho ruido y pocas nueces        | Mensajero / Borachio | Teatro La Comedia                 |
| 2020      | Los amantes de la pizza           |                      | Microteatro                       |

## Premios y nominaciones
| Año  | Organización               | Categoría                                                              | Trabajo                    | Resultado | Ref(s)        |
| ---- | -------------------------- | ---------------------------------------------------------------------- | -------------------------- | --------- | ------------- |
| 2022 | Produ Awards               | Mejor actor principal en serie dramática                               | Iosi, el espía arrepentido | Nominado  | [ 11 ]        |
| 2022 | Premios Cóndor de Plata    | Mejor actor protagonista en drama                                      | Iosi, el espía arrepentido | Ganador   | [ 12 ] [ 13 ] |
| 2022 | Premios Cóndor de Plata    | Revelación masculina                                                   | Iosi, el espía arrepentido | Nominado  | [ 12 ] [ 13 ] |
| 2023 | Premios Emmy Internacional | Mejor actor                                                            | Iosi, el espía arrepentido | Nominado  | [ 14 ]        |
| 2024 | Premios Platino            | Mejor actor en miniserie o teleserie                                   | Iosi, el espía arrepentido | Nominado  | [ 15 ]        |
| 2024 | Produ Awards               | Mejor actor principal - Serie o miniserie histórica, política y social | Iosi, el espía arrepentido | Nominado  | [ 16 ]        |